# Ekalesia Kelisiano Tuvalu

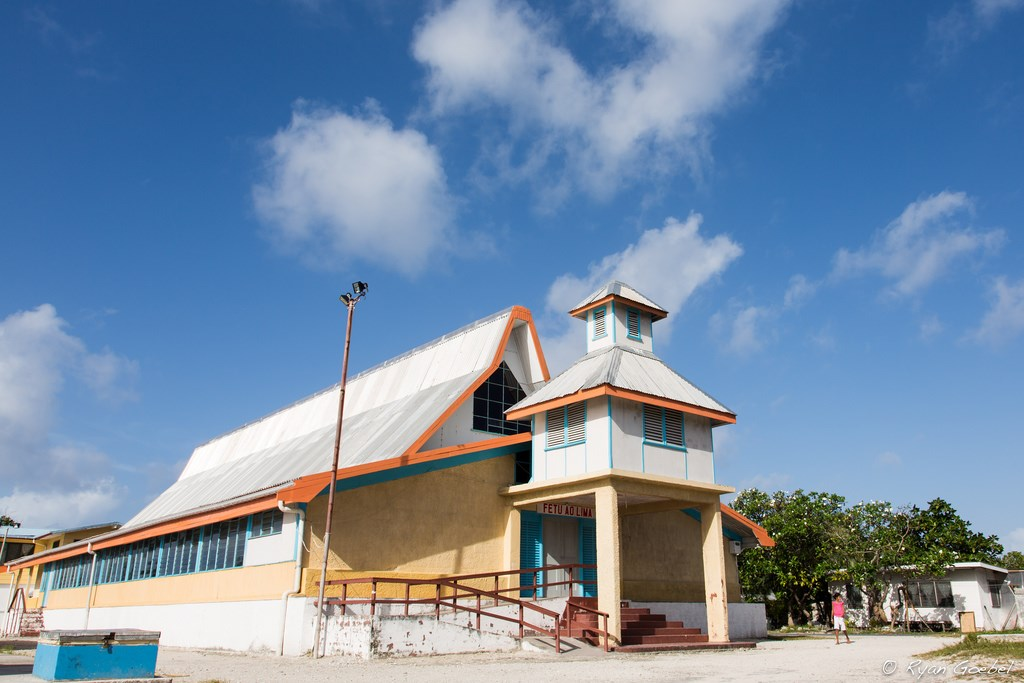
Ekalesia Kelisiano Tuvalu in Fongafale auf dem Atoll Funafuti (2019)

Die Ekalesia Kelisiano Tuvalu (EKT, englisch Congregational Christian Church of Tuvalu, deutsch etwa Christliche Kirche von Tuvalu) ist eine kongregationalistische Kirche in Tuvalu. Ihr gehören als Staatskirche 94 Prozent der Einwohner des pazifischen Inselstaates an. Sie geht auf die Missionstätigkeit der London Missionary Society seit 1861 zurück und war bis zur Selbständigkeit 1969 ein Teil der Christian Congregational Church of Samoa.
Die Mitgliederzahl beträgt etwa 10000. Die Kirche ist in 18 Kirchengemeinden gegliedert und hat 23 Pastoren. Seit 1980 ist die EKT Mitglied des World Council of Churches. Sie ist zudem Mitglied der Weltgemeinschaft Reformierter Kirchen und der Pazifischen Kirchenkonferenz.
Die Kirche gibt ein Bulletin in tuvaluischer und englischer Sprache heraus und betreibt in Funafuti die Motufoua Secondary School, eine weiterführende Schule sowie die Fetuvalu Secondary School.
Ihr Vizepräsident ist Reverend Tofiga Falani.